# كيفن سنكلير
كيفن سنكلير (بالإنجليزية: Kevin Sinclair)‏ هو صحفي وكاتب نيوزلندي، ولد في 12 ديسمبر 1942، وتوفي في 23 ديسمبر 2007 بسبب سرطان.